# Paula Einöder
Paula Einöder   (Montevideo, 11 de setembre de 1974) és una poeta, escriptora i professora d'anglès uruguaiana.

## Biografia
El 2001 es va graduar a la Facultat d'Humanitats i Ciències de l'Educació a l'Uruguai amb un títol de llicenciada en literatura.

## Obra
- La escritura de arcilla (2002).
- Árbol experimental (2004).
- opacidad (2010).
- árbol de arco (baladas) (2020).
- para bálsamo de ruiseñores (2021).